# Dragon Ball Z II: Gekishin Freeza!!
Dragon Ball Z II: Gekishin Freeza!! (ドラゴンボールZII 激神フリーザ!!, Doragon Bōru Zetto Tsū Gekishin Furīza!!)  est un RPG développé par TOSE et édité par Bandai sur Nintendo Entertainment System exclusivement au Japon le 10 août 1991. Bandai a produit et envoyé 790 000 cartouches NES de Dragon Ball Z 2: Gekishin Freeza!! sur le territoire japonais.

## Système de jeu
Dragon Ball Z 2: Gekishin Freeza!! suit l'histoire de la Saga Namek jusqu'à la Saga Freezer, le jeu met en avant sept personnages jouables : Son Goku, Son Gohan, Krilin, Piccolo, Yamcha, Ten Shin Han et Chaozu. Le système de jeu est quasiment identique au système du précédent opus, Dragon Ball Z: Kyōshū! Saiyajin. Le personnage se déplace toujours sur des cases, dont les déplacements varient de 1 à 7 cases selon la carte utilisée. Le joueur ne peut toutefois plus se déplacer librement, la carte affiche un tracé prédéfini. Autre différence avec Kyōshū! Saiyajin, où chaque personnage devait se déplacer l'un après l'autre, dans Gekishin Freeza, les personnages se déplacent tous en même temps, en groupe. Une fois que le joueur effectue un déplacement, un nouvel écran avec Maître Kaio s'affiche, il propose de choisir une carte au hasard parmi huit cartes. Si le joueur tombe sur la carte Bulma, cela restaurera l'énergie (« BE ») d'un combattant, s'il tombe sur la carte Freezer, il s'engagera dans un combat.